# Otos
Otos es un municipio de la Comunidad Valenciana, España. Perteneciente a la provincia de Valencia, en la comarca del Valle de Albaida. Cuenta con una población de 440 habitantes (INE 2024).

## Geografía

Localización en la comarca del Valle de Albaida

Se sitúa en la vertiente norte de la sierra de Benicadell (paisaje protegido), lindando con la provincia de Alicante. Su término es estrecho y alargado, constituido por dos porciones de territorio.
El clima difiere mucho entre la sierra y el llano. Es un clima mediterráneo bastante húmedo.
Desde Valencia, se accede a esta localidad a través de la A-7 para enlazar con la CV-40 y la CV-60 para finalizar en la CV-616.

### Localidades limítrofes
El término municipal de Otos limita con las siguientes localidades:
Bélgida, Beniatjar, Benisuera, Montaberner, Puebla del Duc y Sempere, todas ellas de la provincia de Valencia. Gayanes y Muro de Alcoy de la provincia de Alicante.

## Historia
Según Joan Coromines, el topónimo Otos proviene del íbero y significa 'aliaga', arbusto esclerófilo muy extendido a lo largo de su territorio.
Durante la dominación árabe, Otos fue una alquería de la que, cuando la conquista cristiana, el rey Jaime I dio tierras a varios caballeros el 2 de mayo de 1248.
Dependió eclesiásticamente de Bélgida, de la que se desmembró en 1574, declarándose parroquia independiente; entonces se dio por anejos los pueblos de Carrícola, Torralba y Micena, los dos últimos de los cuales ya han desaparecido.

## Demografía
Otos cuenta con una población de 440 habitantes (INE 2024).
| Gráfica de evolución demográfica de Otos entre 1842 y 2021                                                          |
| |
| Población de derecho según los censos de población del INE Población de hecho según los censos de población del INE |

## Economía
La superficie labrada ocupa la mayor parte del término y el resto contiene vegetación y monte bajo. La agricultura constituía antiguamente su única y exclusiva fuente de riqueza. Tradicionalmente los principales cultivos han sido la vid y el olivo, pero en las últimas décadas se han potenciado los albaricoques, naranjas, ciruelas y hortalizas. Las aguas de regadío provienen de fuentes y pozos. En la última década se ha instalado una moderna red de riego por goteo que abarca casi todo el término municipal, pudiendo así ser más competitivos. Sin embargo, la agricultura está atravesando una crisis profunda de competitividad y se están abandonando parcelas de cultivo.
La ganadería es testimonial.
La industria es una destacada fuente de ingresos que ocupa a un porcentaje destacado de población activa local en las industrias de los pueblos cercanos, principalmente en el sector textil. 
También, en menor medida, se encuentra el sector servicios, con la presencia de bares, un hotel-restaurante, tiendas de ultramarinos, panadería, carnicerías, peluquerías, etc. Además, un número creciente de vecinos han recurrido al trabajo en el sector terciario, destacando la existencia de un elevado número de docentes y se está potenciando el turismo rural.
Existen algunas empresas familiares dedicadas a la carpintería, construcción, etc.

## Administración y política
| Periodo   | Nombre                                      | Partido        |
| --------- | ------------------------------------------- | -------------- |
| 1979-1983 | María Cabanes Castelló Benjamín Fayos Nadal | AIO            |
| 1983-1987 | Juan Mateu Ferrero                          | PSPV-PSOE      |
| 1987-1991 | Vicent Tomàs Sellés                         | PSPV-PSOE      |
| 1991-1995 | Vicent Tomàs Sellés                         | PSPV-PSOE      |
| 1995-1999 | Vicent Tomàs Sellés                         | PSPV-PSOE      |
| 1999-2003 | Vicent Tomàs Sellés                         | PSPV-PSOE      |
| 2003-2007 | Emili Josep Mira Quilis                     | EU - L'Entesa  |
| 2007-2011 | Emili Josep Mira Quilis                     | IdPV           |
| 2011-2015 | Emili Josep Mira Quilis                     | IdPV-Compromís |
| 2015-2019 | Mario Mira Alfonso                          | Compromís      |
| 2023-act. | María Inés Alfonso Monzó                    | Compromís      |

## Patrimonio
- Castillo de Carbonera. Antigua fortaleza situada en el Tossal de Carbonera en la sierra del Benicadell a 630 m de altitud. Esta construcción musulmana, dotada de un doble muralla, ocupaba una extensión superior a 3500 m² y en el siglo XV ya estaba destruida. Todavía conserva parte de sus murallas y el aljibe, así como la distribución de su interior.
- Iglesia parroquial. Está dedicada a la Purísima Concepción y se edificó en la primera mitad del siglo XVIII. Es de estilo jesuítico y cuenta con tres naves, crucero y cúpula encamonada. Dañada durante la Guerra Civil, posteriormente ha sido restaurada en varias ocasiones.
- Ermita de la Virgen de los Dolores. (siglo XVIII y remodelada en el siglo XIX y en 2005). Situada en la zona alta del casco urbano muestra en sus bóvedas interesantes pinturas al fresco de estilo romántico, seguramente de la escuela de Muñoz Degrain.
- Palacio del Marqués de Sant Josep (siglo XVIII). Edificio señorial que presenta la estructura característica de los palacios de la Corona de Aragón, con tres alturas destacando en la superior una lonja formada por 18 ventanas de medio punto. Tras constantes cambios de uso y de propietarios, el edificio fue rehabilitado entre 1996 y 2002. En la actualidad alberga la sede del ayuntamiento y de otros servicios públicos como la biblioteca municipal, la sala de exposiciones y una colección etnológica, además de un interesante jardín.
- Relojes de sol. Serie compuesta por más de 30 relojes de sol (en constante ampliación) repartidos a lo largo de todo el casco urbano. Algunos de ellos son obra de reconocidos diseñadores y artistas plásticos como Andreu Alfaro, Antoni Miró, Arcadi Blasco, Artur Heras o Manolo Boix. De hecho, es el municipio europeo que cuenta con una mayor densidad de relojes de sol. La ruta turístico-cultural Otos, el poble dels rellotges de sol fue diseñada por el gnomista local Joan Olivares y por el pintor Rafa Amorós y ejecutada por el Ayuntamiento, contando con la ayuda de fondos europeos PRODER.

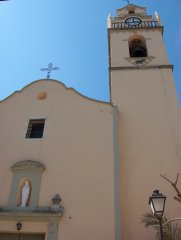
Iglesia parroquial
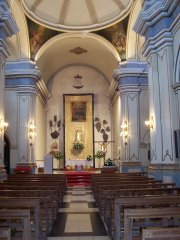
Interior de la iglesia parroquial
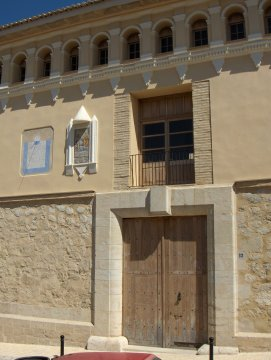
Palau del Marqués de Sant Josep
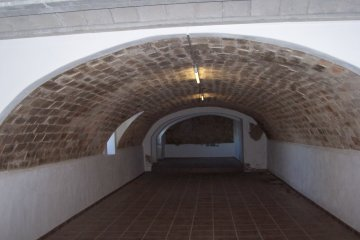
Bóveda del Palau del Marqués de Sant Josep
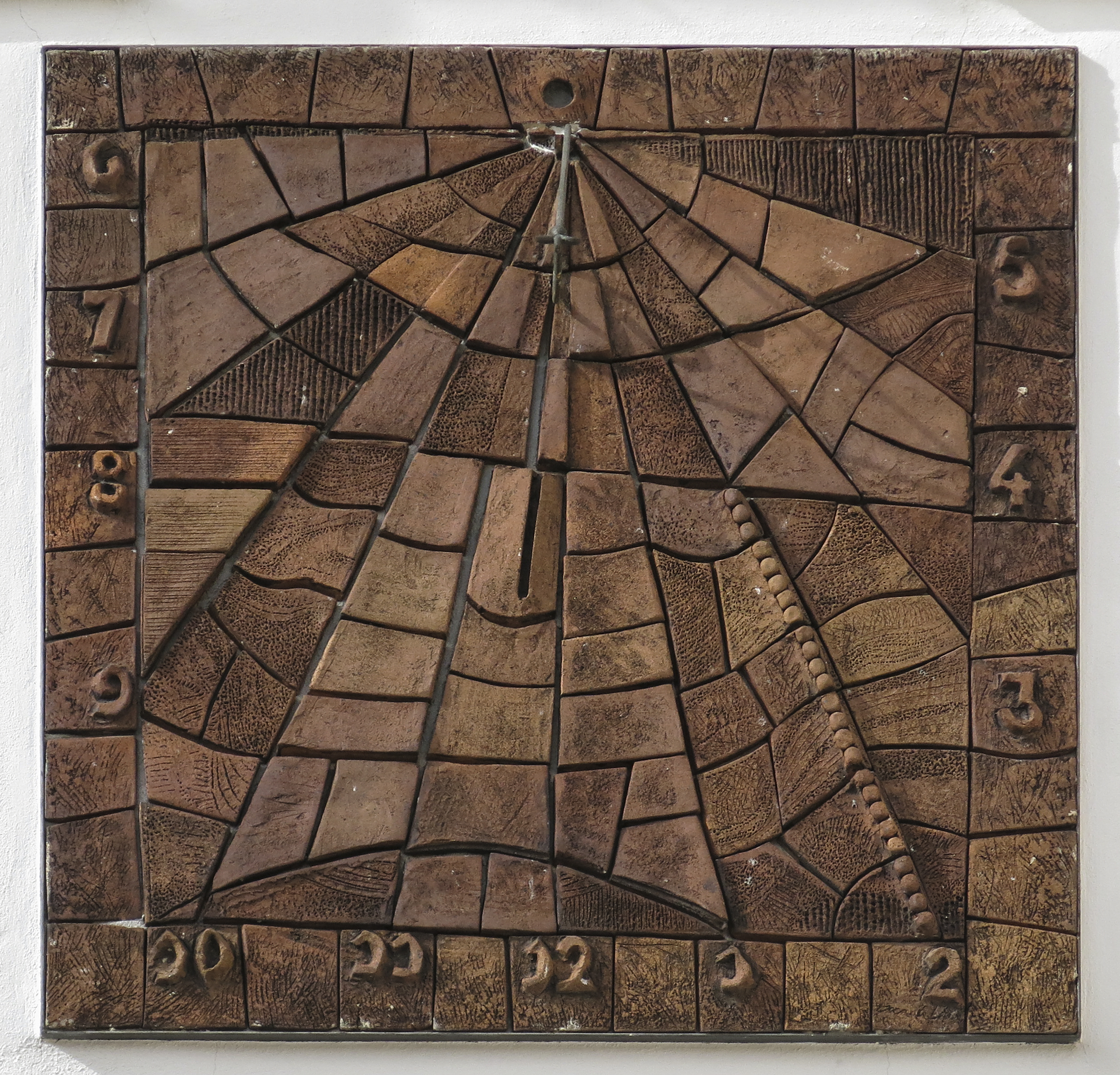
Reloj de sol

## Fiestas
- Fiestas patronales. Otos celebra sus fiestas patronales del 3 al 8 de agosto en honor al Cristo de la Fe (día 6), la Purísima Concepción y los Santos Abdón y Senén (els Sants de la Pedra), desde el año 1816. Estas fiestas, están constituidas por una serie de actos lúdicos dirigidos a todas las edades: semana deportiva, parque de atracciones, cabalgata de disfraces, juegos infantiles, cenas populares, concursos, competiciones, verbenas, fuegos artificiales... Así como por actos religiosos en honor a los patronos.
- San Antonio Abad Se celebran el fin de semana más próximo al 17 de enero. Los vecinos de la calle de San Antonio o Carrenou organizan a lo largo de ese fin de semana una de las fiestas más tradicionales y participativas del municipio con diversas actividades, como son comidas populares, verbenas, y por supuesto, se monta una hoguera que está coronada por un muñeco artesanal que cada año hace alusión a algún tema de actualidad local. La noche del sábado se le prende fuego y en sus brasas es tradicional asar carne y embutidos. En esta fiesta también se celebra misa, procesión y bendición de los animales. Además, el domingo hay 'despertà' y 'xocolatà' con buñuelos de calabaza y los vecinos salen a comer el tradicional arroz al horno.
- Fiesta de les Cassoletes. Celebrada el jueves anterior al Miércoles de Ceniza. Es tradicional en este día los escolares y sus familiares se reúnan en grupos para comer arroz al horno en algún paraje natural o en el polideportivo municipal. Al anochecer, los niños se disfrazan y por todo el pueblo se organiza una batalla de harina, que consiste en ir con una bolsa llena de harina y lanzar puñados de harina a los adversarios, se denomina tradicionalmente l'enfarinà.
- Fiesta de San José El fin de semana siguiente al 19 de marzo. Esta fiesta es organizada por los vecinos de la calle San José, la cual se engalana, y en ella se celebran diversas actividades lúdicas muy participativas. Uno de los actos principales es la representación de alguna obra de teatro, habitualmente sainetes, a cargo de la compañía local La Taleca.

Por la noche se celebra una cena de sobaquillo y a la mañana siguiente tiene lugar una despertà con xocolatà incluida. Uno de los actos centrales de la celebración es la preparación de una paella gigante el mediodía del domingo. Tras la comida se sirven dulces típicos. Termina la jornada festiva con la procesión.
- Semana Santa Cabe destacar la procesión de los ramos desde la ermita, la tradicional Salpassa el Miércoles Santo, el canto polifónico del Viacrucis la mañana del Viernes Santo y, tras la Vigilia Pascual, la procesión del encuentro y el canto de la 'despertà' o aurora.
- Fiesta de la Purísima. 7 y 8 de diciembre. Fiesta de los Quintos. La celebración era organizada habitualmente por los jóvenes que iban a realizar el servicio militar, los cuales reunían fondos para realizar diversos actos: paellas, verbenas... Con la supresión del servicio militar obligatorio, ha evolucionado la festividad y se celebran actos religiosos en honor a la titular de la parroquia y actividades lúdicas como un concurso de paellas.